# Sawm
El sawm (àrab: صوم, ṣawm, ‘abstinència’, ‘dejuni’) o ramadà (per metonímia amb el nom àrab del mes en què s'efectua) és un dejuni que realitzen els musulmans durant tot el mes de ramadà. Es tracta d'un dels cinc pilars de l'islam i és obligatori per a tots els fidels púbers, excepte si posa en perill la salut o en certs altres casos específics. Aquest dejuni és citat a la segona sura de l'Alcorà (2:183–185 i 2:187), on s'especifica que ha estat instaurat perquè els creients cultivin la seva pietat. Així, el sawm s'entén com un exercici espiritual que permet condicionar el qui el pràctica a una reflexió interior i una devoció envers Déu.

## Pràctiques i costums
El dejuni comença cada dia a trenc d'alba i s'acaba amb la posta del sol. A nivell tècnic, aquesta pràctica implica diverses nocions:
1. La intenció (نِيَّة, niyya): s'ha de fer la primera nit que precedeix el dejuni.
2. Abstenir-se (إمساك, imsāk) de menjar, beure o fumar (excepte els nens, els soldats, els viatgers, les dones embarassades o en període d'alletament i els malalts). En cas de no poder fer-ho, es pot substituir per la caritat o recuperar durant altres dies al llarg de l'any.
3. Abstenir-se de mantenir relacions sexuals (جماع, jimāʿ) durant el dia.
4. Abstenir-se de la masturbació (إستمناء, istimnāʾ).
5. Abstenir-se de provocar-se vòmits (إستقاء, istiqāʾ).

El sawm acaba amb l'Id al-Fitr, literalment ‘festa de la ruptura del dejuni’, una celebració que marca el final del període d'abstinències.